# Jan Hulewicz
Jan Hulewicz (ur. 19 maja 1907 we Lwowie, zm. 7 października 1980 w Krakowie) – polski historyk oświaty i wychowania, profesor Uniwersytetu Jagiellońskiego, kierownik Zakładu Historii Oświaty i Kultury.

## Biografia
Urodził w rodzinie urzędnika kolejowego Gwidona Zygmunta i Heleny z Bernfeldów.  Do szkoły średniej uczęszczał w Rawie Ruskiej w latach 1917–1924, gdzie mieszkał wraz z matką po śmierci ojca. Stopień doktora filozofii uzyskał na Uniwersytecie Lwowskim w 1930, a w 1939 habilitował się z historii wychowania i oświaty na Uniwersytecie Jagiellońskim. Podczas II wojny światowej był kierownikiem Funduszu Kultury Narodowej w Londynie. Został kierownikiem Zakładu Historii Oświaty i Kultury w Instytucie Historii UJ. Otrzymał tytuł profesora zwyczajnego. Był prodziekanem Wydziału Filozoficzno-Historycznego UJ. Był członkiem Komisji Historii Literatury Polskiej oraz Komisji do Dziejów Oświaty i Szkolnictwa PAU, Komisji Historyczno-Literackiej, Komisji Nauk Historycznych, Komisji Nauk Pedagogicznych oraz zespołu Badawczego Dziejów Oświaty Oddziału PAN w Krakowie. Należał do Towarzystwa Naukowego Pedagogicznego. Od 1946 roku był redaktorem serii wydawniczej „Biblioteka Narodowa”. Był redaktorem „Przeglądu Historyczno-Oświatowego”. Interesował się głównie dziejami szkolnictwa w drugiej połowie XIX wieku oraz w okresie dwudziestolecia międzywojennego, a także historią nauki w XIX i XX wieku.
Został pochowany na Cmentarzu Salwatorskim w Krakowie (sektor SC12-10-1). Jego żoną była Maria Hulewiczowa, z domu Kaliska, sekretarka Stanisława Mikołajczyka

## Ważniejsze prace
- Udział Galicji w walce o szkołę polską (1934)[2]
- Sprawa wyższego wykształcenia kobiet w Polsce w wieku XIX (1939)[2]
- Akademia Umiejętności w Krakowie 1873–1918. Zarys dziejów (1958)[2]
- Studia Polaków w Uniwersytecie w Liège 1880–1914 (1969)[2]

## Odznaczenia
- Krzyż Kawalerski Orderu Odrodzenia Polski[4]
- Złoty Krzyż Zasługi[4]
- Odznaka tytułu honorowego „Zasłużony Nauczyciel Polskiej Rzeczypospolitej Ludowej”[4]
- Nagroda Państwowa I stopnia